# Bruchophagus timaspidis
Bruchophagus timaspidis är en stekelart som först beskrevs av Mayr 1904.  Bruchophagus timaspidis ingår i släktet Bruchophagus och familjen kragglanssteklar. Inga underarter finns listade.